# سويداني بوجمعة
سويداني بوجمعة مجاهد وشهيد من مدينة قالمة و إسم الجامعة الملحقة في مدينة قالمة

## المولد والنشاة
في يوم الثاني والعشرين من شهر جانفي 1922 ولد البطل الشهيد سويداني بوجمعة في مدينة قالمة ينتمي إلى أسرة جد متواضعة، فقد والده وهو في الرابعة من عمره فكفلته أمه، زاول دراسته في مسقط رأسه، وبفضل ذكائه الشديد وفطنته أستطاع الحصول على الجزء الأول من شهادة البكالوريا وقد أهّله ذلك، للعمل في مطبعة أحد المعمرين الفرنسيين يدعى (أتياس) وكان ذلك سنة 1939، وأستمر يعمل بها حتى سنة 1942، منذ صغره كان سويداني عضوا في جمعية الكشافة الإسلامية الجزائرية التي كانت بمثابة المدرسة الأولى لتكوين الرجال الوطنيين،

## نشاطه قبل الثورة
لقد كان أنضمام سويداني بوجمعة إلى منظمة الكشافة الإسلامية الجزائرية مبكرا وأحتكاكه بالأوروبيين بحكم المكان الذي يسكن فيه وعمله كمطبعي دورا كبيرا في تنمية وعيه السياسي وإذكاء الشعور الوطني لديه ومن ثم انضمامه إلى الحركة الوطنية (حزب الشعب الجزائري) وقد ساعده على الأنخراط في صفوف هذا الحزب رئيسه في العمل «أحمد جلول» الذي تلقى من المفاهيم الأولى للوطنية الجزائرية وتعرف من خلاله على أهدافها ومطالبها ونتيجة للنشاط الكبير الذي كان يتمتع به الشهيد عين كقائد مجموعة ثم قائد فصيلة، وفي عام ألف تسع مائة وثلاثة وأربعون قاد مظاهرة عارمة في شوارع مدينة قالمة تنديدا بالإجراءات القمعية التي كانت تصدرها السلطات الفرنسية في حق الأهالي الجزائريين، وقد كان السبب المباشر لهذه المظاهرة صدور قرار يمنع الأهالي الجزائريين من أرتياد دور السينما يومي السبت والأحد وهذا ما حزّ في نفس الشهيد وجعله ينظم ويقود هذه المظاهرة التي كان من نتائجها اعتقاله لأول مرة حيث حكم عليه بالسجن مدة ثلاثة أشهر نافذة ودفع غرامة مالية قدرها 600 ألف فرنك فرنسي قديماً، في 1944 أستدعي إلى الخدمة العسكرية الإجبارية فأرسل إلى ثكنة عين أرنات بسطيف ثم حول بعد الحرب للعمل في أحد المطابع العسكرية بقالمة، رغم وضعيته كمجند فقد شارك في مظاهرات أول ماي 1945 ولهذا منع من الخروج من الثكنة ولم يستطع المشاركة في مجازر 8 ماي 1945 التاريخية ورغم هذا فقد كان لهاته المجازر أثرها البالغ في نفسيته ولهذا بدأت تتكون لديه فكرة الكفاح المسلح كوسيلة وحيدة لإخراج الجزائر من السواد الذي كان يلف بها، فانضم إلى المنظمة السرية عند تأسيسها وقام من خلالها بعدة نشاطات نذكر منها مثلا جمع السلاح، وفي عام 1948 أكتشف أمره وألقي عليه القبض وحكم عليه بالسجن مدة ثمانية عشر شهرا نافذة، بعد خروجه من السجن واصل نشاطه النضالي في إطار المنظمة السرية، حيث كلف بمهمة نقل السلاح، وفي إحدى العمليات تعرّفت عليه الشرطة الفرنسية في حاجز أمني بين سكيكدة وقالمة إلا أنه استطاع الفرار متجها إلى وهران. وفيها شارك في الهجوم على بريد وهران بغية الحصول على الأموال اللازمة لمواصلة نشاط المنظمة، على إثر هذه العملية أصدرت محكمة وهران في حقه حكما غيابيا بالإعدام، بعد وهران إنتقل سويداني بوجمعة إلى الجزائر العاصمة ومنها إلى منطقة بودواو وأقام عند المناضل فلاحي لخضر ونتيجة لوشاية قام بها أحد العملاء حوصر في الكوخ الذي كان يأويه، وأستطاع الفرار بأعجوبة بعد أن أطلق النار على مفتش الشرطة «كيلي» وأرداه قتيلا، بعد بودواو توجّه الشهيد إلى منطقة السويدانية وأقام بها فترة من الوقت وبعدها نقله الحزب إلى منطقة الصومعة ثم بوينان ليستقر بها عند المناضل موايسي المحفوظ الذي زوّجه إحدى بناته وكان ذلك في سنة 1951 من منطقة متيجة واصل سويداني بوجمعة نشاطه النضالي، وخاصة بعد وقوع أزمة الحزب الشهيرة والتي فتحت الطريق أمام مجموعة من قدماء مناضلي المنظمة السرية للشروع في التحضيرات الأولية للثورة المسلّحة، وقد لعب سويداني بوجمعة دورا رياديا إذ أنه قد أشرف بنفسه على مختلف مراحل التحضير للثورة في منطقة متيجة وخطّط لهجومات ليلة أول نوفمبر كما شارك في عملية الهجوم على ثكنة بوفاريك رفقة المناضل أعمر أوعمران وبوعلام قانون ورابح عبد القادر.

## نشاطه خلال الثورة حتى استشهاده
بدأ سويداني بوجمعة نشاطه النضالي بإعادة تنظيم الأفواج والإشراف على تدريب المناضلين وفقا لظروف الثورة ومستجدات الأحداث، ولهذا الغرض عقد عدة أجتماعات محلية من أهمها أجتماع أولاد فايت، أجتماع سيدي محمد بلعيش، كما أقام عدة مخابئ في الناحية الغربية للمنطقة التي جعلت كمراكز حماية يلجأ إليها المناضلين عند الضرورة، وكذلك خطط الشهيد للعديد من العمليات الفدائية شارك في الكثير منها، وأستمر في نشاطه العسكري والسياسي إلى أن أستشهد يوم 16 أفريل 1956، بعد وقوعه في حاجز قرب مدينة القليعة.

## ما هو سويداني بوجمعة اليوم
سويداني بوجمعة اليوم هو حي راقي من أحياء الجزائر العاصمة، كما سميت باسمه قيادة القوات البحرية في الجزائر العاصمة، وشارع من أكبر شوارع ولاية قالمة وأكمالية مرتبة بمدينة قسنطينة ومدرسة بمدينة بودواو وأصبح أسمه يذكر في كل مكان

## وصلات خارجية
- حياة سويداني بوجمعة على موقع وزارة المجاهدين